# Comuna Loknîțea, Zaricine
Loknîțea (în ucraineană Локниця) este o comună în raionul Zaricine, regiunea Rivne, Ucraina, formată din satele Hrapîn și Loknîțea (reședința).

## Demografie
Componența lingvistică a comunei Loknîțea
     Ucraineană (99,87%)
     Alte limbi (0,13%)
Conform recensământului din 2001, majoritatea populației comunei Loknîțea era vorbitoare de ucraineană (99,87%), existând în minoritate și vorbitori de alte limbi.